# Bulbothrix queenslandica
Bulbothrix queenslandica är en lavart som först beskrevs av Elix & G. N. Stevens, och fick sitt nu gällande namn av Elix. Bulbothrix queenslandica ingår i släktet Bulbothrix och familjen Parmeliaceae.   Inga underarter finns listade i Catalogue of Life.